# Rajd Costa Smeralda 1986
Rajd Costa Smeralda 1986 (9. Rally Costa Smeralda) – 9 edycja rajdu samochodowego Rajd Costa Smeralda rozgrywanego we Włoszech. Rozgrywany był od 16 do 18 kwietnia 1986 roku. Była to jedenasta runda Rajdowych Mistrzostw Europy w roku 1986 (rajd miał najwyższy współczynnik - 4) oraz szósta runda Rajdowych Mistrzostw Włoch.

## Klasyfikacja rajdu
| Miejsce                                        | Kierowca                                       | Pilot                                          | Samochód                                       | Czas                                           | Strata                                         |                                                |
| Klasyfikacja generalna, ERC i mistrzostw Włoch | Klasyfikacja generalna, ERC i mistrzostw Włoch | Klasyfikacja generalna, ERC i mistrzostw Włoch | Klasyfikacja generalna, ERC i mistrzostw Włoch | Klasyfikacja generalna, ERC i mistrzostw Włoch | Klasyfikacja generalna, ERC i mistrzostw Włoch | Klasyfikacja generalna, ERC i mistrzostw Włoch |
| ---------------------------------------------- | ---------------------------------------------- | ---------------------------------------------- | ---------------------------------------------- | ---------------------------------------------- | ---------------------------------------------- | ---------------------------------------------- |
| 1.                                             | Henri Toivonen                                 | Sergio Cresto                                  | Lancia Delta S4                                | 6:19:08                                        | 0.0                                            |                                                |
| 2.                                             | Andrea Zanussi                                 | Paolo Amati                                    | Peugeot 205 Turbo 16                           | 6:19:44                                        | +36                                            |                                                |
| 3.                                             | Dario Cerrato                                  | Giuseppe Cerri                                 | Lancia Delta S4                                | 6:20:12                                        | +1:04                                          |                                                |
| 4.                                             | Fabrizio Tabaton                               | Luciano Tedeschini                             | Lancia Delta S4                                | 6:29:23                                        | +10:15                                         |                                                |
| 5.                                             | Mauro Pregliasco                               | Nicolò Imperio                                 | Lancia 037 Rally                               | 6:48:35                                        | +29:27                                         |                                                |
| 6.                                             | Massimo Ercolani                               | Tiziana Borghi                                 | Lancia 037 Rally                               | 6:58:43                                        | +39:35                                         |                                                |
| 7.                                             | Fabio Moscato                                  | Marcello Lotti                                 | Audi Coupé Quattro                             | 7:15:06                                        | +55:58                                         |                                                |
| 8.                                             | Vittorio Carlino                               | Luciano Dal Bard                               | Citroën Visa 1000 Pistes                       | 7:15:26                                        | +56:18                                         |                                                |
| 9.                                             | Costantino Mura                                | Michele Vanacore                               | Citroën Visa 1000 Pistes                       | 7:18:19                                        | +59:11                                         |                                                |
| 10.                                            | Massimo Maneo                                  | Iller Bucci                                    | Peugeot 205 GTI                                | 7:27:06                                        | +1:07:58                                       |                                                |